# Pass Thurn
Der Pass Thurn ist ein 1274 m ü. A. hoch gelegener Alpenpass in den Kitzbüheler Alpen, der den Pinzgau (oberes Salzachtal) mit Tirol (Leukental) verbindet.
Die nächstgelegene Stadt auf Tiroler Seite ist Kitzbühel, im Süden auf Salzburger Seite ist es Mittersill.

## Lage und Landschaft
Der Pass liegt am Hauptkamm der Kitzbüheler Alpen, die, auch Grasberge genannt, hier sanftes Profil zeigen und eine weite Passlandschaft eröffnen. Westlich des Passes liegt die Resterhöhe (1894 m ü. A.), östlich der Schellenberg (2048 m ü. A.).
In der Nähe des Passes entspringt die nach Norden durch das Leukental fließende Jochberger Ache, und etwas östlich liegen die Quellen der Saalach. Zur Salzach entwässern Jochbergbach, Einödenbach und – aus dem Wasenmoos östlich der Passhöhe – der Engbach.
Von Mittersill steigt die Straße zunächst in zwei Serpentinen bis zu einem Sporn, 140 m über der Stadt. Die frühere Burg an dieser Stelle, das heutige Schloss Mittersill, hat ab etwa dem 11. Jahrhundert die Passstraße gesichert. Danach bietet die relativ sanft steigende Straße kilometerlang einen Panoramablick über den Pinzgau und die Fels- und Eisgipfel der Hohen Tauern.
Steil unterhalb und südlich der Passhöhe liegt die zu Mittersill gehörige Streusiedlung Paßthurn, unterhalb heißt es auch salzburgerseits Jochberg, sowie Jochberthurn.

Auf der Nordseite senkt sich die Straße ins Leukental schnell und in zwei weiteren Serpentinen nach Jochbergwald und folgt dann der Jochberger Ache nordwärts zum tirolischen Jochberg.
Das Schild auf der Passhöhe gibt die Höhe einen Meter zu niedrig mit „1273 m Seehöhe“ an.

## Geschichte
Der Pass Thurn ist ein schon seit alters her wichtiger Pass.
Der Übergang ist ein Produkt eiszeitlicher Gletscher. In den Eiszeiten griff der Gletscher des Großvenedigers immer wieder über den Pinzgau nach Norden aus und hinterließ bei seinem Rückzug eine sanfte Mulde, die überzogen ist mit Gletschertrümmerschutt.
Wohl schon kurz nach dem Zurückweichen der Gletscher von der Passhöhe wurde er von steinzeitlichen Menschen überschritten.
Später in der Bronzezeit wurde hier das für die Bronzeherstellung notwendige Kupfer abgebaut und verarbeitet. An mehreren Fundstellen kamen Kupferschlacken und Werkzeuge zum Vorschein. In der Eisenzeit bauten wohl Kelten die alten Naturpfade zu einem ersten Saumweg aus. Dieser diente bis in die Neuzeit hinein dem Salzhandel.
Ursprünglich hieß die ganze Gegend am und um den heutigen Pass Thurn, besonders der Norden, Jochberg (daher heißen die Ortslagen beiderseits bis heute ebenso). So wurde der Pass 1216 in der Gründungsurkunde des Bistums Chiemsee als südliches Ende des Leukentales mit montis jochperch bezeichnet. Später wurde er als Thurntauern, und in jüngerer Zeit dann als Pass Thurn bezeichnet. Der Name Turentauern erscheint schon in einer Urkunde 1292 und ist bis in das 19. Jahrhundert so geläufig: Die Tauern genannten Pässe der Salzburger Erzbischöfe verfügten mit den Tauernhäusern über eine spezielle Infrastruktur, und auch hier findet sich ein Spital (ein zur Betreuung der Durchreisenden beauftragtes Bauerngut) auf der heute Tiroler Seite, das mit dem Spital auf der Weitau bei St. Johann verbunden (affiliert) war.
1643 wurde für die Soldaten und ihre Familien ein hölzernes Wachhaus errichtet. Die Straße konnte damals mit Palisaden und einer Toranlage gesperrt werden, die um 1700 mit einer hohen Mauer verstärkt wurde. Bis 1803 gehörten beide Seiten des Passes zum Fürsterzbistum Salzburg, und noch bis 1810 zum Herzogtum Salzburg, und der Pass Thurn war ein innerstaatlicher Bergübergang.
Auch heute hat der Pass Thurn, der mittlerweile modern ausgebaut ist, eine überaus wichtige Bedeutung für den Handel und Verkehr Tirols mit dem Südosten Österreichs. Außerdem besteht mit dem Felbertauerntunnel ab Mittersill die einzige innerösterreichische Verbindung Nordtirols mit seiner Exklave Osttirol – seit dem Schengen-Abkommen hat dieser Aspekt aber weitgehend seine Bedeutung verloren.

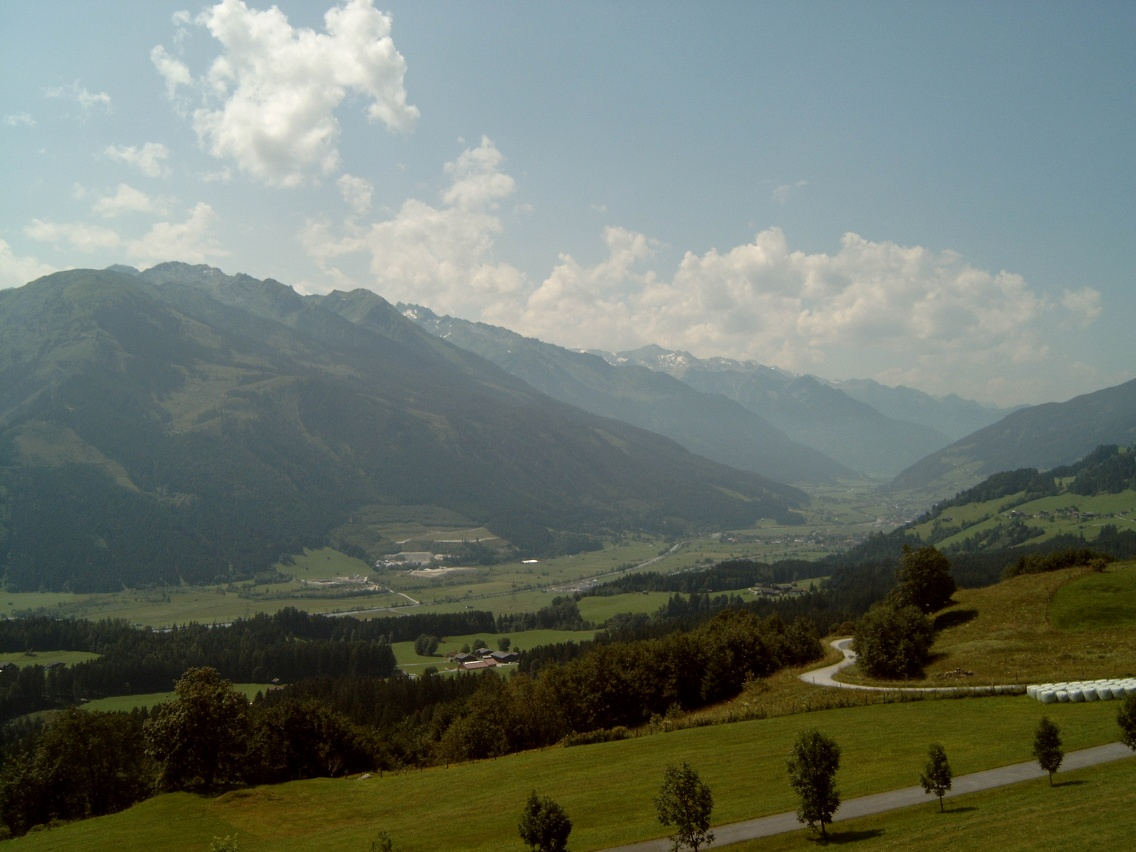
Südrampe, Blick ins Salzachtal
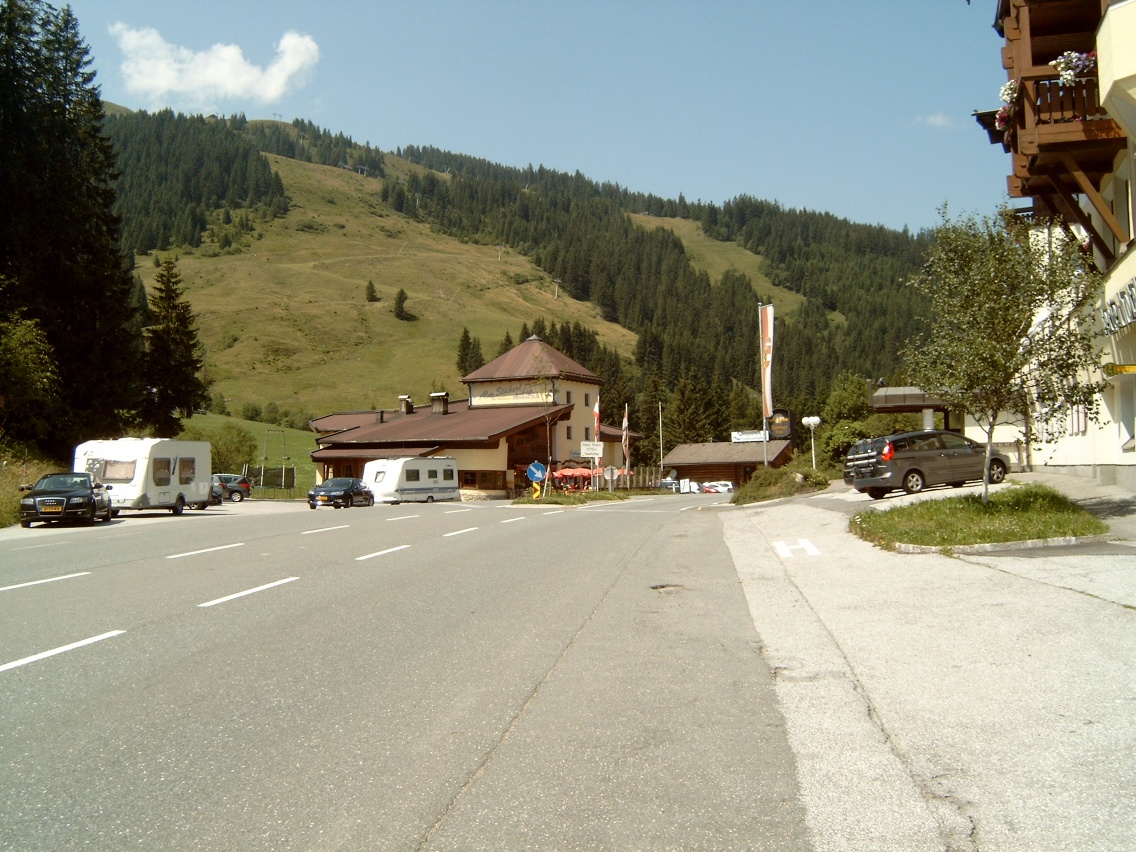
Passhöhe, Blick nach Norden
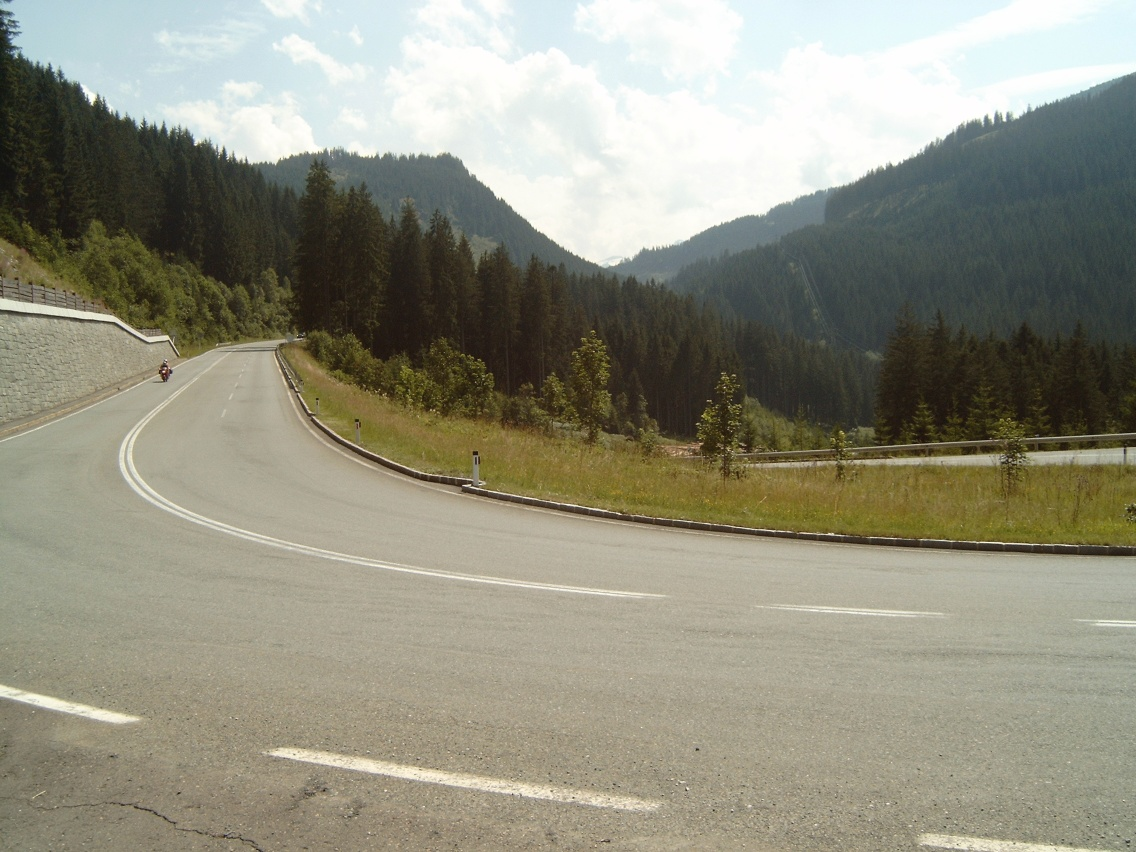
Kehre in der Nordrampe

## Tourismus und Sehenswürdigkeiten

### Skigebiet Resterhöhe/Jochberg
Am Pass gibt es mehrere Sesselbahnen und Skilifte. Diese gehören direkt zum Skiparadies Kitzbühel (Schigebiet Kitzbühel–Kirchberg, Bergbahn Kitzbühel).
Eine Gondelbahn, die Panoramabahn Kitzbüheler Alpen, die Hollersbach mit dem Skigebiet am Pass Thurn verbindet, wurde im Dezember 2005 eröffnet.

### Natur
In der Nähe des Passes liegen das Wasenmoos und einige andere Hochmoore. Sie wurden zwischen 1700 und 1960 für das Stechen von Torf ausgebeutet und sind jetzt – in Teilen – als Naturdenkmal (NDM 152) streng geschützt.